# مطبخ برازيلي

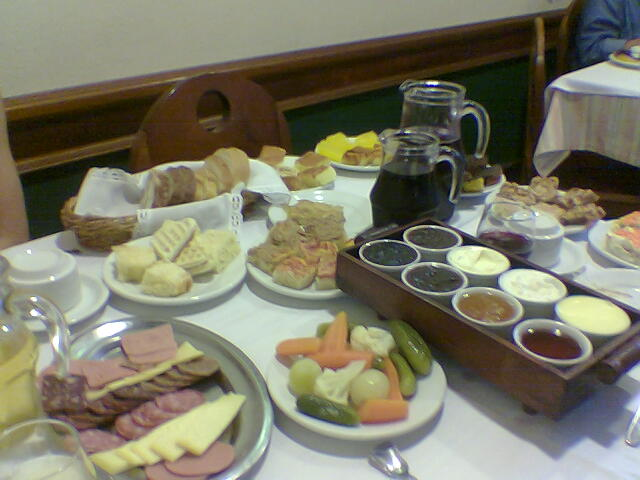
إفطار برازيلي.

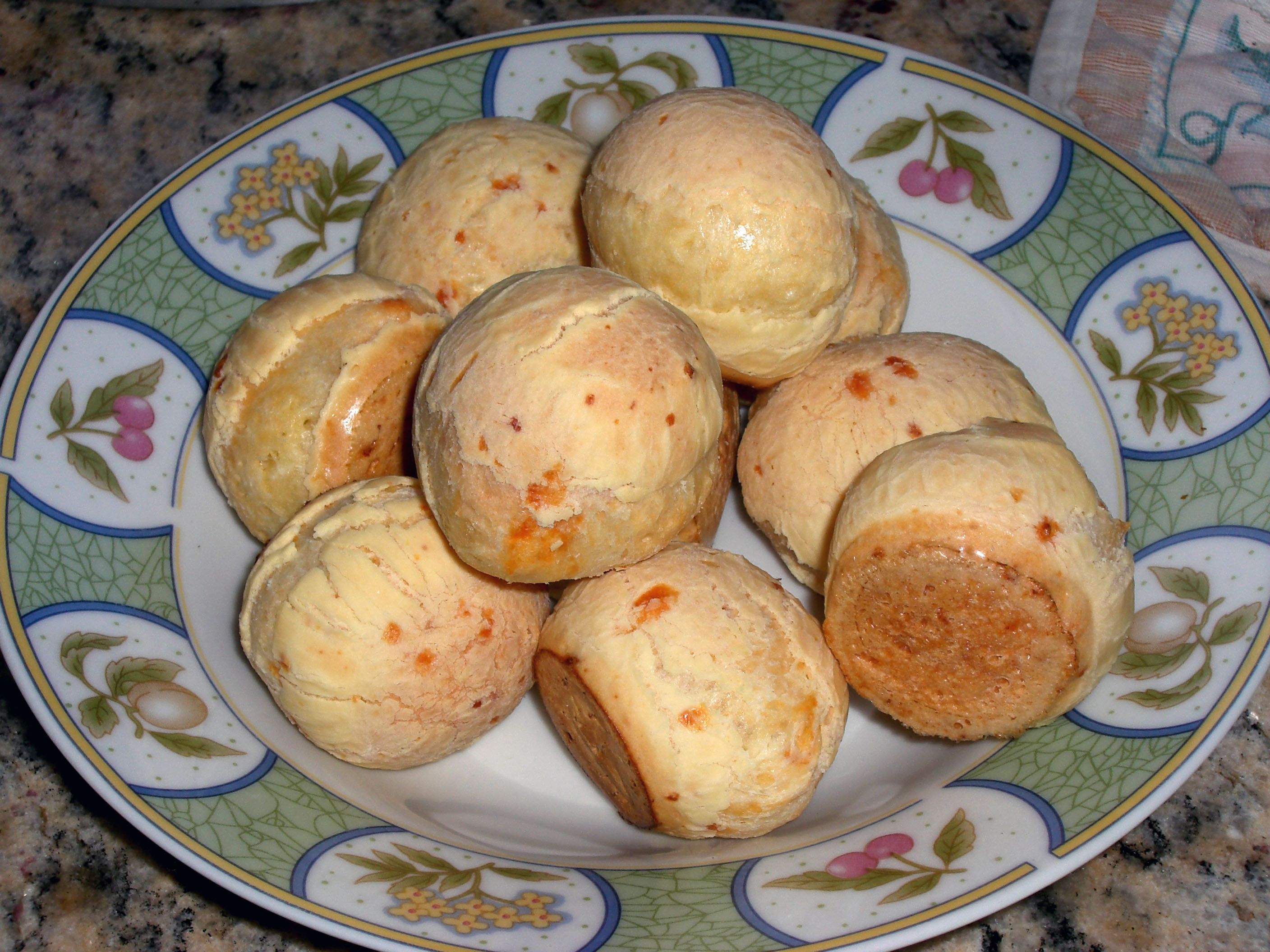
طبق برازيلي

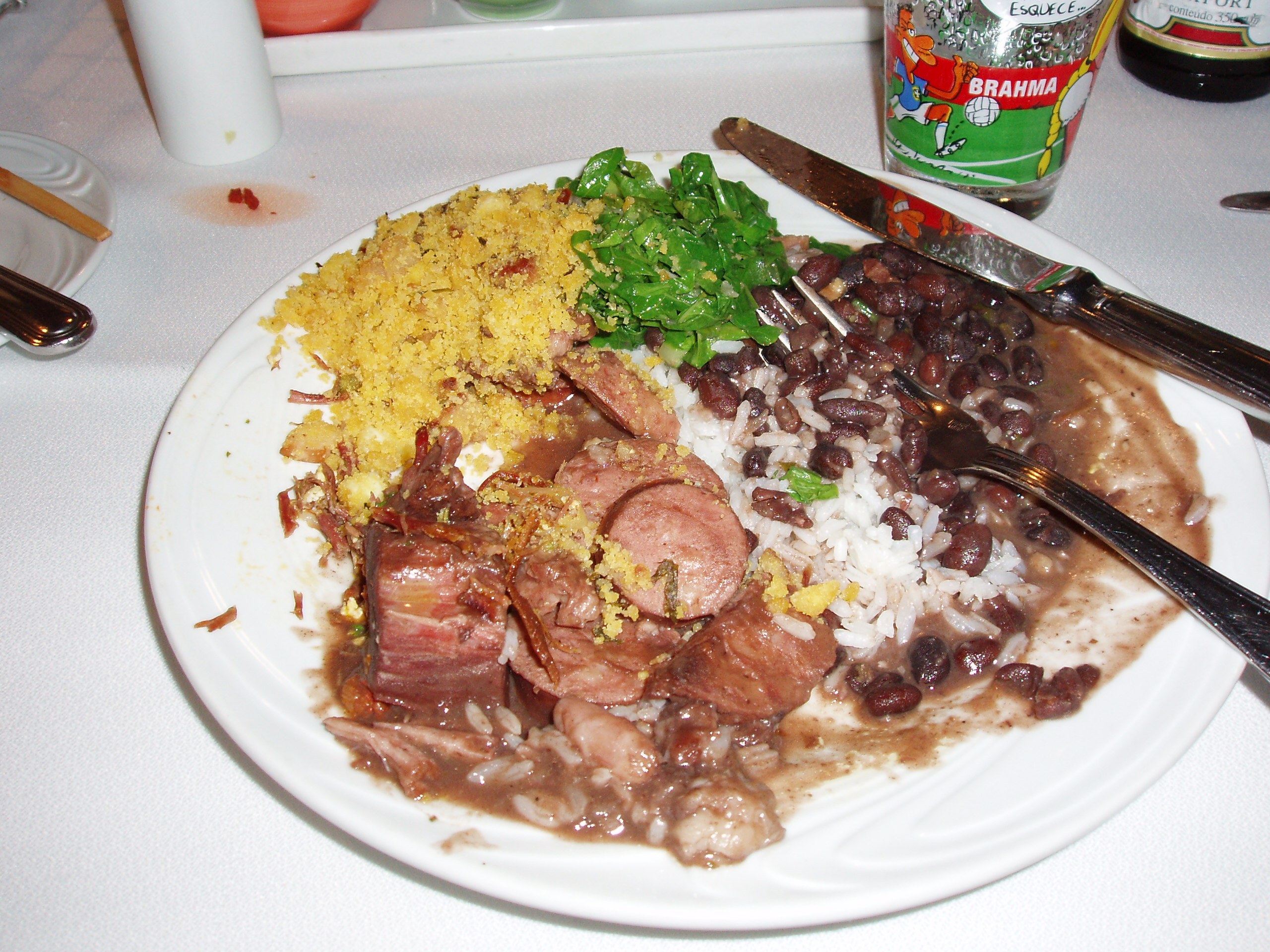
طبق فيجوادا البرازيلي

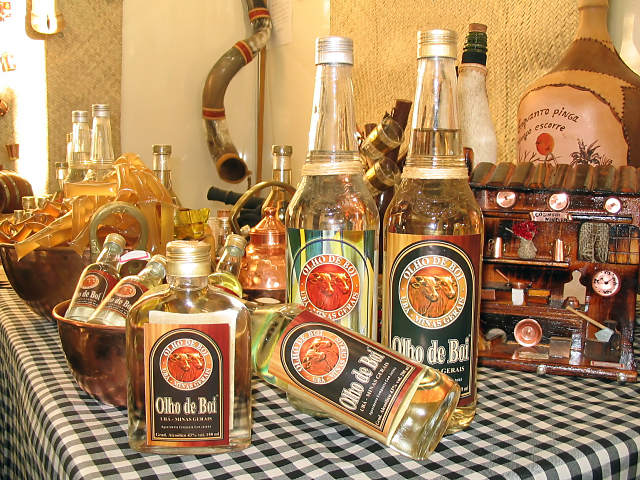
كاشاسا

المطبخ البرازيلي بالضبط مثل البرازيل نفسها يختلف اختلافاً كبيراً حسب المنطقة. وفي البلد الشاسع الذي يضم مجموعة واسعة من التأثيرات مثل تأثيرات الهنود الحمر والتأثيرات البرتغالية والإيطالية والإسبانية والألمانية والعربية والأفريقية واليابانية، نتيجة لهذا فإن الثقافة والمطبخ في البرازيل متميزة للغاية.هناك وجبة مصنوعة من لحم التمساح والمحاصيل الطبيعية في المنطقة أيضاًُ تساهم في التفرد. 
الفول السوداني والفواكه مثل المانجو البابايا والجوافة البرتقال، وثمرة زهرة الآلام، والأناناس والبرقوق هي من بين المكونات المحلية المستخدمة في الطبخ. الصنوبر والجوز البرازيلي يتم تناولها كوجبة خفيفة شعبية وطنية، فضلا عن التصدير المربح. الأرز والفاصوليا هو الطبق الشائع جداً، كما السمك واللحم البقري ولحم الخنزير.
بعض الأطباق النموذجية نجد طبق فيجوادا، التي يعتبر الطبق الوطني للبلاد؛ إلى جانب الأطعمة الإقليمية مثل beiju وفيجاو تروبيرو وفاتابا وموكيكا و بولينتا (من المطبخ الإيطالي) و أكارجي (من المأكولات الأفريقية). وهناك أيضا كارورو، الذي يتكون من البامية والبصل والجمبري المجفف ، والمكسرات المحمصة (الفول السوداني أو الكاجو) ، المطبوخة مع زيت النخيل حتى يتم التوصل إلى الاتساق مثل انتشار. moqueca capixaba ، تتألف من الأسماك المطبوخة بطيئة والطماطم والبصل والثوم ، وتصدرت مع الكزبرة. و linguiça ، سجق حار معتدل.
شواء اللحم على الطريقة المعروفة باسم شوراسكو أو شوخاسكو (بالبرتغالية: churrasco) هي من الأطباق الأكثر شعبية في المناطق الجنوبية من البرازيل. العديد من المطاعم التي تقدم الشوراسكو تم فتحها في الخارج، لذلك فالطبق مشهور في المجتمع الدولي باعتباره واحدة من الوجبات الرئيسية في البلاد.

## وصلات خارجية
- "مقابلة صوتية مع صاحب مطعم لتقديم الغاوتشو"